# История на Стара Загора
Историята на Стара Загора обхваща близо 8 хилядолетия, като най-ранните находки са от епохата на неолита.

## Имена
През епохите градът е носил много имена, но най-често се споменават 8 от тях: Берое, Августа Траяна (на латински: VLPIA•AVGVSTA•TRAIANA; на старогръцки: Ουλπία Αυγούστα Τραϊανή), Иринополис (на старогръцки: Ειρηνούπολις), Боруй, Верея, Загр-и Атик (на османски турски: زغرهء عتيق), Ески Загра (на османски турски: اسكى زغره), Железник и Стара Загора. В ранната античност преди около 2500 години е основан Берое, но истински икономически и културен разцвет настъпва по времето на Римската империя, когато Августа Траяна е един от центровете на римската провинция Тракия. През периода на късната античност градът отново е Берое, но остава духовен център и средище на ранното християнство, седалище на епископия. През 812 г. влиза в границите на България и е наречен Боруй. През 1372 г. е завладян от турците и остава под османска власт като Ески Загра до Освобождението. Тук избухва Старозагорското въстание от 1875 г. и се води решителна битка от Руско-турската война, в която българското опълчение получава бойното си кръщение в защита на Самарското знаме. След победата на турците българското население е избито, а градът опожарен. След Освобождението Стара Загора е част от Източна Румелия и започва възстановяването ѝ по европейски модел.

## Неолитна епоха
Най-ранните следи от цивилизация в региона на Стара Загора се отнасят към края на 7-о хилядолетие пр. Хр. Тогава, почти едновременно, върху днешната територия на Стара Загора и в близките ѝ околности възникват четири праисторически селища, едно от които е било най-голямото в българските земи в продължение на 6 хиляди години. Някои учени считат, че там се е намирал древнотракийският Берое.
През 1968 г. в града са открити Неолитни жилища от средата на 6-то хилядолетие пр.н.е., които са най-запазените и с най-богатия фонд в Европа и са превърнати в музей.

### Селищна система
Установена е голяма гъстота на заселванията през неолита и халколита, над 120 праисторически селища и 5 праисторически селищни могили, като една от тях да е и най-голямата в Европа. До „квартал Колю Ганчев“ в Стара Загора се намира Берекетската могила, която е най-голямата селищна могила в Европа с височина 17,50 m с диаметър при основата над 300 m. Животът тук започва в края на 7-о хилядолетие пр. Хр. и продължава до 12 век сл. Хр. В тази могила е открито и златно бижу, датирано от времето на най-древното злато в света – това от прочутия Варненски халколитен некропол. Азмашката могила край града е първата цялостно проучена селищна могила в Европа. В нея е открита най-ранната мраморна статуетка в Европа, както и уникален съд-календар с 365 шахматни светли и тъмни квадратчета. В могилата край Старозагорските минерални бани за първи път се откриват площади, където са се извършвали ритуали, както и огромни, широки 10 m, ритуални стълбища, изградени от камъни с тегло около 100 kg. Високите 12 m каменни стълбища водят нагоре към храм на над 7000 години. В този древен храм е открит умален модел на самия храм, както и големи съдове с изобразени митологични сцени с крилати Божества. Открит е и 38-сантиметров богато украсен и боядисан съд, на който от едната страна е изобразено мъжкото тяло, а от другата – женското. Откъдето и да се погледне фигурата, се вижда човешко лице, а погледнато отгоре се оформя кръст.
Край Стара Загора е открито и ритуално съоръжение на близо 8000 години. Находки за изследвания са изпратени в най-добрата такава лаборатория в Европа – Лабораторията за радиовъглеродно датиране към Центъра за екологични изследвания на Шотландските университети. Там е потвърдена възрастта – близо 8000 години.

### Метални рудници
При мащабни проучвания на близо 20 m дълбочина на българските учени през 70-те години край Стара Загора е открит и най-големият рудодобивен център в света през V хилядолетие пр. Хр. Тези най-древни в Европа метални рудници са на близо 7600 години. Металните рудници край града са обслужвали огромен ареал от Древния свят. През 2014 археолозите от Регионален исторически музей (Стара Загора) откриват първата фабрика за производство на мед в Европа, на възраст над 7000 години. В помощ на нашите учени в проучванията на тези находки се включват и експерти от Института по археометалургични изследвания към University College London. Медта, добивана в тези рудници, е определяна като „първият метал, до който човекът от Европа се докосва.“

## Античност
В района на днешна Стара Загора преди около 2500 години е основан Берое. През 46 година Берое е присъединен към Римската империя и става част от провинция Тракия. През 106 г. император Траян дава на града права за самоуправление и го прекръства на Августа Траяна. Градът се превръща във втори по големина икономически, административен и културен център в провинцията. Известният римски историк Амиан Марцелин пише: „Големите градове Филипопол и Августа Траяна, които в древността се наричали Евмолпиада и Берое, красят провинция Тракия“.
Градът има самостоятелно общинско управление, градски съвет и Народно Събрание и се ползва със специален статут. По специална заповед именно в този град се заселват ветераните от войните, водени от Римската империя. По времето на император Марк Аврелий (161 – 180) в града са построени прави улици, десетки жилищни и обществени сгради, градски стени, ограждащи площ около 50 ha и подсилени с около 40 кули, от които са проучени 11, водоснабдяване, канализация, театрална сграда, храмове, пазари, одеон, терми, форум. Построен е и театрон с мраморни седалки, от който са се наблюдавали зрелищните гладиаторски битки, шествията, тържествата, или събранията, където са се решавали важните за града дела. В града е съществувал гимназион, а спортните събития са се провеждали на стадион. В града се развиват изкуствата и музиката, за което свидетелстват намерените образци на бронзовата и каменната пластика, ювелирното изкуство, грънчарството, стъклени предмети, статуи и надписи за Орфей.
В Августа Траяна се появяват огромни имения с разкошни вили, например добре проучената тракийска вила „Чаталка“, принадлежала на тракийски аристократи.
През 3 – 4 век Августа Траяна е частично разрушена при нападенията на готите, но в началото на 4 век е наново укрепена.

### Късна античност
През периода на късната античност (ІV-VІ в.) градът отново носи името Берое. Времената са свързани с преместването на столицата на империята от Рим в Константинопол, ускореното християнизиране на местното население, готските нашествия в края на IV в. и опустошителните набези на хуните в средата на V в.
При разкопки през 2012 година е открита значима находка без аналог в света – бронзов секстарий от 5 век с надпис, свидетелстващ, че е направен за император Зенон. Съдът служи за измерване на брашно и течности. Надписът е на латински език и гласи: „Нашият господар Зенон – вечен Август. Тази точна мярка е изработена от сиятелния мъж Себастиян, който е префект на притория и бивш консулар“. Подобни съдове са изключителна рядкост. Те са били изпращани само в определени градове, където е имало мащабна търговска дейност, за да може да се извършва контрол. Изровени са още и две съкровища и мраморен свещник с глинена лампа, който също до момента няма аналог по нашите земи. По времето на император Зенон Берое е търговски център – освен секстарий са открити още и 2 еталонни мерки за монети. Всичко това говори, че в района на разкопките са се намирали и държавните учреждения, които са контролирали монетното обръщение и търговията със стоки.
През късната античност в Берое настъпва едно ново духовно развитие, свързано с масовото християнизиране на местното население, особено след Медиоланския едикт. Градът е едно от най-активните средища на ранното християнство. Пръв въвежда християнството тук апостол Карп – един от 70-те апостола на Иисус Христос и ученик на апостол Павел. При разкопки са открити много раннохристиянски църкви, епископски гробници, базилики, раннохристиянски манастирски комплекс, както и архиепископски дворец с тронна зала. Източно от стените на града има мартириум, прераснал в гробищна църква. В един от гробовете, изписан със стенописи в тъмночервено, се чете надпис с псалм от Стария завет: „Да бъде това вечното мое място за почивка. Тук искам да живея, както съм си го пожелал. Господи помилуй. Бог е с нас.“
Берое е седалище на епископия, прераснала в архиепископия. Епископът на Берое Демофил взема участие в Църковния събор в Сердика. През 355 г. римският папа Либерий е заточен в Берое, а Демофил заминава за Константинопол, където достига най-висок ранг – патриарх на Византийската империя.
През 6 век градът се споменава като Берое в календар на готите под датата 19 ноември, свързана с известните 40 жени-мъченички. В края на века градът е отново разрушен, но след това възстановен и носи името Верея.

## Средновековие

### Областта Загора
За пръв път областта Загоре (Загора) се споменава в известията на Георги Амартол, повторени от Лъв Граматик, Георгий Кедрин и Симеон Метафраст, където се описва помощта, която българската войска на Тервел оказва на император Юстиниан II при възстановяването му на константинополския трон. По този повод през 705 г. между Византийската империя и България се сключва мирен договор, според който на България се отстъпва областта Загоре. Три години по-късно, според други източници, Юстиниан II се опитал да си възвърне областта, но бил разбит край Анхиало. Според по-късните известия на Теофан Изповедник през 716 г. между новия император Теодосий III Адрамит и Тервел е сключен нов договор, според който към окончателно отстъпената област Загора на българите се отстъпва и още една част от Тракия, на запад от Загора, до „Милеона в Тракия“. През 717 г. Тервел оказва нова помощ на империята с голяма армия и разбива 30-хилядна арабска армия, обсаждаща Константинопол. След това град Берое няколкократно преминава ту към Византия, ту към България.

### От Берое на Иринопол
През 784 г. град Берое е във владение на Византийската империя, а лично византийската императрица Ирина посещава града заедно със сина си Константин VI и голяма свита придворни. Императрица Ирина отпуска средства и отново възстановява града. Нарича го и на свое име-Иринопол, Градът на Ирина. През 2005 година при разкопки в града е открит надпис от 784 година, изложен в Регионален исторически музей (Стара Загора), който гласи: Възобновиха тази крепост Господарите на Вселената Константин и Ирина, Премъдри и Всеславни императори. Те призовават Христос да бъде пръв бранител на верния град.
Богатият аристократичен летописец Теофан Изповедник описва посещението на императрицата в Берое така:„През тази година, през месец януари, индик седми, споменатият Ставракий се завърнал от земята на склавите и на хиподрума отпразнувал с триумф победата си. А през месец май от същия седми индик императрица Ирина със сина си и много войска излязла в Тракия, носейки със себе си музикални инструменти, и стигнала до Берое. Тя заповядала да застроят този град и го преименувала Иринопол“.

### Трайно присъединяване към България
През 812 г. Иринополис отново е български и носи името Берое, след победоносната война на Крум от 812 г. Историческите източници показват, че мирния договор от 817 г. българската държава предприема широкомащабни действия за защита и укрепване на района южно от Стара планина, от град Берое до морето, засилване на българското етническо присъствие в него и трайното му присъединяване към България. До 860 г. Берое е български и през този период неговото население вече е преобладаващо българско. За няколко години византийците отнемат областта Загора, но по време на покръстването на княз Борис I в 864 г. областта Загора и град Берое са върнати на България. В хрониките за връщането на областта са посочени и нейните граници – от Сидера (Железни врата, дн. Змейовски проход) до Дебелт. В границите на България градът е център на комитат и запазва ролята си на едно от най-големите административни, стопански и религиозни средища. Императорите са живеели продължително време тук, използвайки Боруй като втора столица. Оттук те са организирали походи срещу северните нашественици – печенеги и кумани.

### Старозагорски каменни релефи
Каменните релефи от Стара Загора от 8 – 9 век са с огромна културна и историческа стойност, признати са за шедьовър на изобразителното изкуство и са едни от най-интересните археологически находки в Европа.
Първите 4 плочи са открити през 1907 г. на върха Аязмото, а петата с изображение на женски барс, кърмещ рожбата си, през 1957 г. За първи път те са проучени и описани от проф. Богдан Филов. На два от релефите са изобразени барсове. На друга плоча има изображение на два пауна, пиещи нектар от Дървото на живота. На последните 2 плочи са изобразени грифон и двуглав орел. Подобно на барсовете, грифонът заема важно място в митологията на ранните българи. Митологичният образ на двуглавия орелидва от Месопотамия, където през 3800 г. пр. Хр. е символ на шумеро-акадския бог Нинурта, син на бог Енлил. Двуглавият орел е бил напълно непознат в основните области на тогавашната Византийска империя. Изображенията не са лъвове, които са византийски символ, а гривести барсове, характерни за изкуството на езическия период на Дунавска и Волжка България, където барсът е тотемно животно. Нито една друга котка няма такава грива. Този тип изображения са наследени и в християнската епоха на Първото българско царство, а така също и в гербовете на Асеневци от Втората българска държава. Те са чужди на византийското изкуство. При тях изцяло липсват растителни орнаменти и геометрични фигури, характерни за римската и византийската скулптурна украса. Ето защо и Мадарският конник е изобразен как тъпче и гази с краката на коня си лъв, докато го пронизва в гърба с копието си.
Грифонът, барсът и двуглавият орел заемат важно място в предхристиянския религиозно-митологичен комплекс на прабългарите, играейки ролята на животни-пазители и въплъщение на култа към Слънцето. Историкът Здравко Ждраков отбелязва, че „барсът, наред с елена и змията (дракона), са трите най-често изобразявани животни в езическа България“.
Много показателен е фактът, че и петте уникални релефа са намерени в непосредствена близост до връх Аязмото, в чието подножие е изграден древният град. На него има лековит извор и храм от времето на траките.
Към групата на старозагорските релефи се причисляват и два капитела на колони, открити в Стара Загора, върху които са представени птици, както и плоча с изображение на жена, която свири на кавал.
Старозагорските релефи са създадени в района на Берое. Пластиките са изработени върху местен материал (червеникав плочест шист), който в съвременна България се открива единствено в средногорския район на Старозагорските минерални бани. Тъй като същият каменен материал е използван и в подовите настилки на дворците в Плиска, вероятно в беройския център са изработвани и декоративни плочи, задоволяващи нуждите на по-отдалечен пазари.

### Покръстването на княз Борис I
Има предания, че княз Борис I приема християнството на старозагорския връх Аязмото. В течение на годините свидетелствата и документите, посочващи точното място и година на покръстване на княза са унищожени и историците са принудени да съдят за това събитие по косвени съобщения.
От покръстването на Борис до края на X в. градът е в български ръце и придобива изцяло български характер. Българите наричат града Боруй (видоизменена форма на Берое или от прабългарската дума 'бору' – крепост).
По време на кръстоносните походи, когато войските на Фридрих I Барбароса минават през Балканите, австрийският свещеник Ансберт, който е имал достъп до императорската канцелария, пише за град Верея, че е „голям, богат град“, който кръстоносците превзели, ограбили и опожарили.

## Под османска власт
Османските войски нападат Боруй и Пловдив през 1364 г. при първия поход на Лала Шахин, но едва след втория му поход през 1372 г. завладяват Боруй. Най-голямата битка е станала на върха Българско кале, на 5 km западно от града.
Най-ранният османски документ, в който се споменава градът, е от 1430 г. Там той вече се нарича Ески Хисар. Османците, знаейки за старата история на града като център на областта Загоре, заварват в града огромно количество културно и историческо наследство и още в първите години го кръщават с най-различни сходни имена – Загр и Атик (Древна Загра), Загра и Атик хисар (Древният град Загра), Загра, Загра и Ески Хисар, Загралъ Ескиси (Стара Загра), Ески Загора (Древна Загора), Заграси Атик, Загралие Ескиси, Ескиси Загора (Стара Загора). По-късно обаче, през XVII век, се налага една-единствена форма – Ески Загра.
Според Евлия Челеби през XVII век в Стара Загора има 3000 къщи, около 760 пътища и 14 махали. По това време е имало 5 джамии: Алипаша, Текке, Налбей, Ноктаджъ и Хамзабей. Имало е още 1 медресе, 42 училища, 5 хамама (с имена: Аладжа, Паша, Йени, Чифте и Кючук хамам), 1 безистен и 855 дюкяна. Интересно е, че не споменава наличието на българско население в града, въпреки че има данни за надгробни плочи с български имена. Друго доказателство за това е запазен гръцки надпис в църквата „Свети Димитър“, който показва наличието на църква на това място много преди 1743 г., обслужваща християнското население.

### 18 – 19 век
През 1788 г. върлува чумна епидемия, а през 1792 г. настъпват глад и суша, мор по добитъка, градушки унищожават цялата реколта. През това време из населените места минават военни контингенти с наказателни цели, които „свалят от голия ризата, а от босия цървулите“. Най-тежки са обаче 1813, 1814 и 1815 години: това са чумавите години, известни с името „Голямото Чумаво“ или „Големия Карън“. Следващата чумна епидемия идва през 1837 г. и се нарича „Малкото Чумаво“.
През 1841 г. в града е основано класно училище, което прилагало програмата и методите на габровската Априловска гимназия. През 1863 г. се открива девическо класно училище. В Стара Загора са учителствали Неофит Рилски, Иван Богоров, Петко Славейков и други. Тук са се учили и завършват с отличен успех Васил Левски и Райна Попгеоргиева. Градът е родно място на редица видни български възрожденски дейци като Захари Княжевски и Александър Екзарх. Две години тук е творил и Николай Павлович, който възнамерявал да открие рисувално училище.
През 1858 г. по предложение на старозагорския възрожденски деец Тодор Шишков местните жители започнали да наричат града си Железник. Това е била остра реакция срещу турското наименование Ески Загра. Оттогава нататък името Железник се среща в редица документи, в периодичния печат, в надгробни паметници и строителни надписи. Поради голямата будност и настойчивост на заралии, на 13 април 1871 г. градът получава и днешното си име Стара Загора. Идеята е била на друг изтъкнат старозагорски деец по онова време – хаджи Господин Славов. Това се случва през 1871 г. на проведения в Цариград Народен църковен събор, на който е учредена Загорска епархия. Впоследствие градът приема името Стара Загора и става първият български град, преименуван с българско име още преди Освобождението.
Д-р Иван Богоров в своята книга „Няколко дена разходка по българските места“ (1868) отбелязва, че Ескизаарското поле е едно от най-плодородните в цяла Румелия и че Ески Загра е един от най-населените с българи градове в Румелия.

### Доклади за Ески Загра
В подробен доклад за Ески Загра, написан през 1859 г. от френския учен-географ д-р С. Ф. Пойе до Географското дружество в Париж се казва: „Ески Загра, на официален език Загра ел Атик, произлиза от българската дума Задгора, оттатък планината; тя е била столица на територията, известна по-рано като Задгория и княжеска резиденция по времето на българските царе; след завземането турците я наричат Стара Загра, българите я именуват Железник, от желязо, което изразява силата на това място... В старо време Загория обхващала безкрайната равнина, простираща се от Ески Загра до бреговете на Черно море, към градовете Месембрия (Несебър)...“
В друг доклад на доктор Емил Изамбер, професор в Медицинската академия и член на географското дружество в Париж, поместен в неговия туристически пътеводител от 1861 г., е отбелязано: „Ески-Загра (на официален език Загра ел Атик), изграден върху полукръг върху среден склон на Средна гора е административен център със 17 000 жители. Местоположението на древния град, княжеска резиденция при кралете на България, се намира на около 2 км на една височина, на едно място, наричано днес от турците Демир-хан или Железен хан“.

## Борба за национално освобождение

### Старозагорското въстание
Избухналото в Босна и Херцеговина въстание през 1875 г. подтиква към активност българските революционери. На 12 август 1875 г. по инициатива на Христо Ботев и Стефан Стамболов в Букурещ се провежда извънредно народно събрание, което взема решение за обявяване на незабавно въоръжено въстание в България. За център на въстанието се избира Стара Загора, тъй като старозагорският комитет е най-силен.
За ръководител на въстанието в града е избран Кольо Ганчев. Той бил заможен за времето си човек с положение в обществото и към него са се отнасяли с респект дори самите турци. Изключителните му качества като председател на Старозагорския революционен комитет скоро дават плод. Комитетът става едно от най-големите действащи звена с членска маса над 100 души. Този факт допринася и за укрепването и работата на Вътрешната революционна организация, на която се обляга подготовката за Априлското въстание. Не е случаен фактът, че Васил Левски пръв прозира качествата на своя съидейник и му възлага тежката и отговорна задача да организира и ръководи комитет в толкова голям и стратегически град като Стара Загора.
На определената за бунта дата (14 септември 1875) ръководителите на Старозагорския революционен окръг се събрали в къщата на братя Жекови в Стара Загора и решили да изчакат пристигането на въстаниците от Чирпан и другите места. На 16 септември вместо очакваните стотици въоръжени бойци се явили само 24, а сформираните две малки чети, предвождани от Руси Бакърджи и Хр. Шиваров били разбити от турците. Братя Жекови също не успяват да се спасят-преследвани от турска потеря, братята се скриват в една плевня. След кратка стрелба турците подпалват плевнята. Михаил умира вътре, а по-малкият – Георги, е пронизан от куршуми. Тогава селата край Стара Загора се вдигат-около 1000 души. Започват тежки битки край Обручище, Самуилово и Елхово. След въстанието следват мащабни репресивни мерки от страна на турските власти. Около 600 души са арестувани, между които и част организаторите на въстанието. Ръководителят на въстанието Кольо Ганчев също е заловен и след категоричния му отказ да склони към предателство, той е измъчван месеци наред, ослепен и накрая обесен публично пред очите на старозагорци. Последните му думи са:„Исках да развея българското знаме върху турския конак и да видя Отечеството си свободно!“
Въпреки поражението, Старозагорското въстание изиграва огромна роля за засилване на общия революционен подем сред българския народ и подпалва искрата за Априлското въстание.
Знамето на Старозагорските въстаници е първообраз на днешния български флаг. Още при знамето на четата на Филип Тотю през 1867 г. се появяват цветовете бяло, зелено и червено, но в обратен ред. Знамето е с изправен коронован лъв и изобразени брадви, копия, стрели, мечове и боздугани. Но знамето на въстаниците от Стара Загора от 1875 г. е първото, което носи цветовете в реда бяло, зелено и червено. Лицето на знамето е с изправен коронован лъв, а на гърба православен кръст. И на лицето и на гърба има изписан девиз: Свобода или Смърт. Цветовете са изчезнали към днешна дата, но специална апаратура доказва, че те са бяло, зелено, червено. Знамето на троянските революционери от 1875 г. носи същите цветове, но в обратен ред. Знамето на Врачанския комитет от 1876 г. е също бяло, зелено и червено, с лъв и надпис само „Свобода“. През 1877 г. знамето на дружината на Жельо войвода също е с цветове бяло, зелено, червено. Чак след всички тези знамена идва знамето на Стиляна Параскевова.

### Битката при Стара Загора
Боевете край града през лятото на 1877 г. са решителни за развоя на Руско-турската война. В началото на юли Предният отряд провежда настъпление на юг от Стара планина. На 10/22 юли авангардът на отряда влиза в Стара Загора и командирите на Предния отряд и Българското опълчение – ген. Гурко и ген. Столетов са тържествено посрещнати. Кметът на града Петко Славейков приветства освободителните войски в църквата „Свети Димитър“ и в условията на изключителна тържественост, пред събралите се хиляди граждани и цялото духовенство, е отслужен молебен. Славейков произнася толкова трогателна реч, че изпълва с умиление всички събрали се. На 12/24 юли е основана Привременна управителна комисия с председател П.Р. Славейков – организатор на първата гражданска власт в Стара Загора. Междувременно Централната османска армия на Сюлейман паша продължава да настъпва към Стара Загора и Нова Загора.
В навечерието на битката на 17/29 юли в града са разположени 14 ескадрона, 12 оръдия и 4 дружини на Българското опълчение. Командир е генерал-майор Столетов. Генерал Гурко напуска града за участие в боя за Нова Загора. В Стара Загора остават 4 опълченски дружини, 4 планински оръдия, 3 кавалерийски полка, 2 казашки стотни и 8 конни оръдия – общо около 4500 души, които заемат отбранителна линия с дължина 4 км под формата на дъга на около 1,5 км южно от Стара Загора. Тя е разделена на десен фланг (II Опълченска дружина, командир подполковник Куртянов), ляв фланг (V Опълченска дружина, командир подполковник Нишченко), а в центъра са спешените казашки сотни.
На 31 юли сутринта турците атакуват. Около 10 часа главният удар срещу левия фланг е отбит, но към 13 часа Сюлейман паша развръща всичките си сили, надвишаващи неколкократно руските и български войски и положението на защитниците става неудържимо, след като всички резерви са влезли в боя. Тилът на защитниците се осигурява от жителите на града, които веднага се прехвърлят на бойната линия, вземайки пушките на убитите и ранените. Боят се разгаря все повече и от юг прииждат нови и нови турски сили срещу отбранителните позиции. Защитниците, виждайки заплахата от обкръжение и постигнали целта си да задържат огромната армия, започват отстъпление. Врагът правилно осъзнава, че моментът е подходящ за по-сериозно настъпление и атакува. Най-жестокият османски удар е поет от героичната Трета опълченска дружина с легендарния командир подполковник Павел Калитин. Тя, заедно с Първа опълченска дружина, трябва да прикрива отстъплението на останалите части от Старозагорския отряд и да даде възможност на населението на града да го напусне. Изморените опълченци отстъпват по пътя към Казанлък заедно с населението сред писъците на жертвите от горящия град. Последен напуска града полковник Фьодор Де Прерадович. В Стара Загора влизат три османски табура и извършват масово клане на неизтеглилото се българско население. На следващия ден градът е изгорен до основи и са изклани към 15 000 души мирно българско население.
Независимо че при Нова Загора и с. Джуранли руснаците побеждават, Предният руски отряд заема отбранителна позиция на Шипченския проход предвид многократно превъзхождащите османски сили. През август 1877 там се провежда решителната Шипченска битка.
Битката при гр. Стара Загора се счита за бойното кръщене на Българското опълчение и българската армия.

### Пълното унищожение на Стара Загора
„Само в Стара Загора не можах да се въздържа от злото, направено над мирното мюсюлманско население и със сълзи в очите аз ударих злосторниците!“-Сюлейман паша пред военния съд.
Огромното превъзходство на турската армия принуждава ген. Гурко да се оттегли към Шипка, където българските опълченци проявяват нечувана храброст и героизъм. Стара Загора не пада никак лесно в ръцете на Сюлейман паша-военната му сила е 6 пъти по-голяма от българската, но му трябват цели 6 часа непрекъснат, страховит и изключително жесток (в много случаи и ръкопашен) бой, за да изтласка битката в града. Загубите му са огромни-около 1500 – 2000 убити. С навлизането в Стара Загора войниците на Сюлейман паша започват масова сеч и унищожение-избиват 14 500 българи от града, други 10 000, предимно млади момчета, девойки и жени са отвлечени и продадени в робските пазари на Турция. Градът е напълно разграбен, опожарен и унищожен. Малкото останали живи се спасяват с бягство в Северна България. Много от тях никога повече няма да се завърнат в Стара Загора. Когато руснаците навлизат зимата на 1878 г. в Стара Загора те са потресени от видяното-пълна разруха, тъга, нямало е големи веселия и народни танци, както при другите освободени градове. Тогавашните съвременници смятат, че на това място никога повече няма да съществува град.
Зад тях в града сцените са страховити-разчленяват се хора, дерат се живи, измъчват се и се убиват, палят се наред всички сгради и се хвърлят хора в тях, а тези хора, които излизат навън се избиват и пак се хвърлят в огъня, жени са карани да играят голо кърваво хоро, след това са избити. Изклани са и хората в църквите. Градът е погълнат от пламъци и е унищожен напълно. Средновековната Ески Джамия е единствената сграда, която турците запазват и която остава оцеляла като спомен от някогашния град.
След клането в църквата „Св. Богородица“ турците намират сред купищата трупове 2 като по чудо оцелели деца, които са били покрити от мъртвите тела на майките им. Турците приемат случката като поличба и пускат децата да си вървят. След като труповете престояват в църквата няколко дни, турците от решават все пак че не е редно да оставят тленните останки в Божия храм и ги погребват в едно дере на 100 метра от църквата. Единствените свидетели на всичко това са двете оживели деца. След години Стара Загора се сблъсква със страховит проблем. Всеки път, когато вали дъжд, пръстта се размива и вади човешки кости. Минава време и в началото на 20 век в града се завръщат някогашните оцелели деца като мъже и разказват какво са видели. Тогава старозагорци изкопават костите и изграждат в дерето мавзолей-костница, където полагат тленните останки.
По това време старозагорският мюфтия Хюсейин Раджи ефенди като очевидец на всичко пише книга. В книгата се казва, че по време на битката в града 300 българи били се затворили в църква и категорично отказали да се предадат, а Сюлейман паша заповядал църквата да се атакува с оръжия и топове и българите били избити. В книгата той споменава и че българинът Хаджи Никола го спасил, заедно с жената и децата на мюфтията. Но в нея пише още и че когато Гурко влезнал в Тракия с „отмъстителната българска дружина“, руснаците „изколват“ около 1000 мюсюлмански мъже, жени и деца. Тези данни стряскат столицата. Пресата в Турция започва да пише, че стотици невинни мюсюлмани се избиват и хвърлят в реките. Писанията стигат и до Сюлейман паша, който праща писмо на старозагорския мюфтия.

## Част от Източна Румелия
Възстановяването на Стара Загора започва веднага след Освобождението. За тази цел през 1878 г. в Стара Загора пристига известният архитект от Австро-Унгария Лубор Байер, който проектира модерната правоъгълна шахматна планировка, характерна за днешна Стара Загора. На 5 октомври 1879 година главният управител на Източна Румелия Алеко Богориди полага символичния първи камък за възстановяването на града. В България единственият друг град с такъв устройствен план е Нова Загора, който също е изгорен от турците. С шахматна планировка са едни от най-модерните и големи градове в света.

## След Втората световна война
През 1946 г. населението на града е 38 325 души. През 1956 г. Стара Загора достига 56 000 души, 1965 г. – 87 000. През 1968 г. Стара Загора вече достига 100 000 души и се нарежда между най-големите български градове – стохилядници. На преброяването през 1975 г. населението на града е 122 000 души. През 1985 г. 157 000 души. През 1992 г. населението достига 162 768.